# Cities: Skylines
Cities: Skylines ist eine 2015 erschienene Städtebausimulation des finnischen Entwicklerstudios Colossal Order, das zuvor schon Cities in Motion und Cities in Motion 2 entwickelte. Publisher ist wie bei Cities in Motion Paradox Interactive.
Das Spiel wurde im März 2015 zunächst für Windows, macOS und Linux veröffentlicht. Portierungen für die Videokonsolen Xbox One und PlayStation 4 erschienen 2017, für die Nintendo Switch 2018, für Google Stadia 2022, für Xbox Series X/S und PlayStation 5 2023 und wurden von Tantalus Media entwickelt.
Cities: Skylines erhielt überwiegend positive Bewertungen, und es wurden über 12 Millionen Exemplare verkauft (Stand: Juni 2022).
Am 24. Oktober 2023 wurde der Nachfolger Cities: Skylines II veröffentlicht.

## Spielprinzip
In Cities: Skylines wird die Entwicklung einer Stadt simuliert unter Berücksichtigung verschiedener Faktoren wie Kriminalität, Umwelt, Steuern, Verkehrsfluss und Bildung. Der Spieler kann eine beim Start unbebaute Landschaft mithilfe von verschiedenen Gebäuden und Zonen bebauen. Im Spiel gibt es drei verschiedene Arten von Zonen: Wohn-, Gewerbe- und Industriezonen. Wohn- und Gewerbegebiete gibt es mit niedriger und hoher Dichte. Die Arbeitsplätze teilen sich auf in Industrie und Büros.
Zusätzlich kann der Spieler weitere Stadtviertel festlegen, um z. B. die Ölindustrie oder Landwirtschaft zu fördern. Je nach Einstellung der Parameter ändert sich das Erscheinungsbild der Stadt bzw. des Stadtteils.
Straßen können gerade oder frei geformt werden. Das Netz für die unterschiedlichen Zonen orientiert sich am Straßenverlauf. Es gibt unterschiedliche Straßentypen (z. B. Alleen) und Straßengrößen (vom Kiesweg bis hin zur Autobahn), die unterschiedlichen Einfluss auf Grundstückspreise und Lärmbelästigung haben.
Neben Straßen kann der Spieler auch Bus-, Metro- und Zugstrecken, Kreuzfahrt- und Frachthäfen, Passagier- und Frachtflughäfen sowie mittels diverser Addons auch Straßenbahn-, Oberleitungsbus-, Monorail-, Seilbahn- und Fährstrecken, Taxistände, Zeppelin- und Helikopterstationen bauen.
Mithilfe des Modell- bzw. Karteneditors können bestehende Modelle bzw. Karten verändert oder eigene erstellt werden, um diese dann im Spiel zu verwenden. Dadurch können auch reale Städte und Landschaften nachgestellt werden.

## Entwicklung
Im ersten Spiel des finnischen Entwicklerstudios Colossal Order, Cities in Motion, ging es hauptsächlich um den Bau von Transportsystemen in vordefinierten Städten. Nun wollte das Studio eine größere Städtebausimulation entwerfen, so wie die der SimCity-Reihe, und entwickelte in Vorbereitung darauf Cities in Motion 2 mit der Spiel-Engine Unity, um sicherzustellen, die Kapazitäten für dieses größere Projekt aufzuweisen. Die anfänglichen Ideen konzentrierten sich eher auf den politischen Aspekt der Verwaltung einer Stadt als auf deren Planung; der Spieler wäre Bürgermeister der Stadt gewesen und hätte Verordnungen und Vorschriften erlassen, um das Wachstum seiner Stadt zu fördern. Das Konzept wurde dem Publisher Paradox Interactive vorgestellt, der jedoch der Meinung war, dass die Ideen nicht gut genug seien, um sich gegen das bereits etablierte SimCity durchsetzen zu können und ließ Colossal Order seinen Ansatz überarbeiten.
Die Situation änderte sich, als die 2013er-Version von SimCity veröffentlicht wurde und aufgrund verschiedener Probleme stark in Kritik geriet. Paradox nutzte die günstige Gelegenheit und gab grünes Licht für die Entwicklung von Cities: Skylines.
Die Entwickler wollten, dass das Straßenlayout und der ÖPNV eine wichtige Rolle beim Managen der Stadt spielen, weshalb sie sich entschieden, Bürger gezielt durch die Stadt fahren und den ÖPNV nutzen zu lassen. Dabei fiel auf, dass der Erfolg einer Stadt direkt mit der Funktionalität des Straßen- und ÖPNV-Netzes zusammenhängt. Colossal Order war sich bereits der Wichtigkeit von Straßensystemen in Cities in Motion bewusst und  war der Meinung, dass eine visuelle Darstellung des Verkehrs mit Staus ein einfach zu verstehendes Mittel und Zeichen für größere Planungsfehler in der Stadt sei.
Um den Verkehr zu simulieren, entwickelte man ein komplexes System, das die schnellste verfügbare Route für eine Person von A nach B bestimmt. Dabei wird auf verfügbare Straßen und das ÖPNV-Netz geachtet. Diese Person wird ihre Route nicht ändern, außer, etwas auf der Strecke wird beim Fahren geändert, wobei die Person zu ihrem Ausgangspunkt zurück teleportiert und der Weg neu berechnet werden würde. Wenn die Person mit dem Auto fährt, werden sieben Regeln angewandt, um den Verkehr möglichst realistisch darzustellen und nur kosmetische Regeln werden, falls der Spieler grade nicht hinschaut, ausgesetzt. Diese Regeln wurden eingeführt, um unendlichen Verkehrsproblemen vorzubeugen, falls der Spieler das Verkehrsnetz in Echtzeit anpasst. Die Wegfindung benutzt ein Graphensystem, wobei Kreuzungen als Knoten dargestellt werden, um den schnellsten Weg zu bestimmen. Das System simuliert dann die Bewegungen der verschiedenen Verkehrsteilnehmer, wobei auf andere Verkehrsteilnehmer und grundlegende physikalische Gesetze geachtet wird, um Staus und das Straßennetz realistisch darzustellen. Den Entwicklern fiel auf, dass das System akkurat die Effizienz oder Mängel einiger moderner Kreuzungen, wie z. B. der Single Point Urban Interchange und Diverging Diamond Interchange zeigt.

## Veröffentlichung
Cities: Skylines wurde am 4. August 2014 auf der Gamescom angekündigt und am 10. März 2015 veröffentlicht. Am 21. April 2017 wurde die Xbox-One-Edition des Spiels freigegeben, die PlayStation-4-Version folgte am 15. August 2017. Am 13. September 2018 erschien eine Edition für die Nintendo Switch und am 15. Februar 2023 eine Remastered Edition für Xbox Series und PlayStation 5.
2019 erschien mit Cities Skylines – Das Brettspiel eine analoge Brettspielumsetzung des schwedischen Spieleautors Rustan Håkansson, die von Kosmos Spiele auf Deutsch und Englisch und von IELLO auf Französisch publiziert wurde.

## Erweiterungen

### Offizielle DLCs
| Nr. | Titel               | Veröffentlichung   | Beschreibung | Metascore | GameRankings |
| --- | ------------------- | ------------------ | --- | --------- | ------------ |
| 1   | After Dark          | 24. September 2015 | Neben der namensgebenden Einführung eines Tag/Nacht-Systems per Patch sind noch weitere Neuerungen hinzugekommen, wie städtische Taxis, Fahrräder, Gefängnisse, neue Straßen, Spezialisierungen und neue Freizeitangebote. | 79        | 81,11 %      |
| 2   | Snowfall            | 18. Februar 2016   | Neben der Einführung eines Wettersystems mit Regen und Nebel per Patch sind noch weitere Neuerungen enthalten, wie zum Beispiel Winterkarten mit Schnee, ein verbessertes Transportsystem, Straßenbahnen als weiteres Verkehrsmittel, neue Gebäude und Schneepflüge. | 72        | 75,80 %      |
| 3   | Natural Disasters   | 29. November 2016  | Neben der Einführung von Naturkatastrophen, wie z. B. Meteoriteneinschlägen, gibt es nun ein Frühwarnsystem und Evakuierungspläne. Darüber hinaus wird ein Szenario-Modus hinzugefügt, in dem Spieler eigene Herausforderungen kreieren können. Außerdem sind Radiosender enthalten. | 80        | 76,25 %      |
| 4   | Mass Transit        | 18. Mai 2017       | Diese Erweiterung widmet sich in erster Linie dem Transportsystem der Stadt. Unter anderem kommen weitere Transportsysteme wie Fähren, Monorails, Seilbahnen hinzu. Es gibt auch zusätzliche Gebäude, innerhalb derer die Bürger zum Beispiel die Transportsysteme wechseln können. Auch sind weitere Szenarien enthalten, deren Herausforderung die Transportsysteme sind. | 78        | 76,67 %      |
| 5   | Concerts            | 17. August 2017    | Konzerte können veranstaltet werden. Des Weiteren ist es nun möglich, einen Radiosender zu errichten. | n/v       | n/v          |
| 6   | Green Cities        | 19. Oktober 2017   | Es gibt über 350 neue Objekte, wie zum Beispiel umweltfreundliche Gebäude, Elektroautos und neue Parks. | — *       | 75,00 %      |
| 7   | Parklife            | 24. Mai 2018       | Mit dieser Erweiterung werden Freizeitparks, neue Gebäude und neue Richtlinien für Gebiete hinzugefügt. Neue Sightseeing-Busse und Wandertouren sollen den Tourismus ankurbeln. Auch können Gebäude nun neben Parkwegen, nicht nur an Straßen gebaut werden. | — *       | 75,00 %      |
| 8   | Industries          | 23. Oktober 2018   | Mit dieser Erweiterung können Wertschöpfungsketten für die vier Rohstoffe bearbeitet werden. Zusätzlich werden ein Postdienst, ein Frachtflughafen und neue Richtlinien eingeführt. Ebenso gibt es fünf neue Karten. | 79        | 78,75 %      |
| 9   | Campus              | 21. Mai 2019       | Diese Erweiterung ermöglicht den Bau eines Universitätscampus mit verschiedenen Gebäuden, je nach Schwerpunkt der Uni. Neu sind zudem Bibliothek, Schulbus und Job-Bezeichnung der simulierten Bürger („Cims“). | 74        | 75,00 %      |
| 10  | Sunset Harbor       | 26. März 2020      | Mit dieser Erweiterung werden eine Fischindustrie, neue Optionen für den Massenverkehr sowie andere städtische Dienste hinzugefügt. Dazu gehören ein Fliegerclub sowie ein Überland-Busservice, der den Transit zwischen Städten ermöglicht. Die Erweiterung bringt auch fünf neue Karten mit sich. | — *       | n/v          |
| 11  | Airports            | 25. Januar 2022    | Airports, angekündigt am 10. Dezember 2021, erlaubt dem Spieler Flughäfen zu gestalten und zu bauen. Er bekommt nun auch die Möglichkeit, eine eigene Fluglinie zu gründen und damit Geld zu verdienen. Es ist die erste Erweiterung seit zwei Jahren. | — *       | n/v          |
| 12  | Plazas & Promenades | 14. September 2022 | Plazas & Promenades ist die zweite Erweiterung für das Jahr 2022 und wurde am 22. August 2022 angekündigt. Die Erweiterung setzt ihren Schwerpunkt im Allgemeinen auf Fußgängerzonen. Die Erweiterung enthält über 300 neue moderne Gebäude, darunter auch viele Servicegebäude, sowie verschiedene autofreie Straßen. Diese Straßen können nur von Fußgängern und Servicefahrzeugen genutzt werden. Weiterhin gibt es Busstraßen, neue Parks und Plätze, Verordnungen sowie Spezialisierungen. | — *       | -            |
| 13  | Financial Districts | 13. Dezember 2022  | Financial Districts ist die dritte Erweiterung für das Jahr 2022. Die Erweiterung setzt ihren Schwerpunkt im Allgemeinen auf Finanzen und Investitionen mit der Spezialisierung „Bankenviertel“. Die Erweiterung enthält mehr als einhundert neue Elemente, darunter Banken und die Möglichkeit des Aktienhandels. | — *       | -            |
| 14  | Hotels & Retreats   | 23. Mai 2023       | Hotels & Retreats ist die einzige Erweiterung aus dem Jahr 2023 und auch die letzte, bevor das Nachfolge-Spiel veröffentlicht wurde. Die Erweiterung ermöglicht es eigene Hotels zu errichten und zu verwalten, darunter Herbergen, Ferienhäuser bis hin zu Luxus-Resorts. Außerdem wurden neue Parks, Restaurants, Spielplätze und Cafés hinzugefügt. | — *       | -            |

Es gibt außerdem zahlreiche kleine Erweiterungen wie Radiosender und Gebäudestile, die im Steam-Store erhältlich sind.

### Mods
Für das Spiel entwickeln Spieler zahlreiche Modifikationen, die über die Vertriebsplattform Steam heruntergeladen werden können. Diese reichen von neuen Gebäude- und Fahrzeugmodellen über neue bebaute oder unbebaute Karten bis hin zu Programmen, die den Verkehrsfluss der simulierten Bürger genau aufzeigen. Ebenfalls wurden Management-Funktionen entwickelt, um entsprechend der entnommenen Verkehrsinformationen etwa Ampelregelungen so zu koordinieren, dass ein reibungsloser Verkehrsfluss möglich ist.

## Rezeption
Das Spiel erhielt überwiegend positive Bewertungen. Es hält auf Metacritic eine Metawertung von 85 %, basierend auf 60 Wertungen von Fachmagazinen und eine Spielerbewertung von 8,8 basierend auf über 1800 Bewertungen von Benutzern.

„Cities: Skylines erweist sich im Test als beste Städtebausimulation seit langem. Vor allem, weil die Entwickler das ‚Simulation‘ im Genrenamen endlich wieder ernst nehmen.“

„‚Cities: Skylines‘ […] führt Hobby-Architekten zurück zu den Wurzeln.“

### Verkäufe
Innerhalb von 24 Stunden wurden über 250.000 Exemplare des Spiels verkauft, bis zum 15. April 2015 wurden über eine Million Einheiten abgesetzt. Bis März 2016 erhöhte sich die Anzahl der verkauften Einheiten auf zwei Millionen. Im März 2017 vermeldete der Publisher Paradox Interactive den Verkauf von mehr als 3,5 Millionen Exemplaren des Spiels. Im darauffolgenden Jahr im März wurde die Marke von 5 Millionen Exemplaren erreicht, im März 2019 wurde ein Absatz von über 6 Millionen verkauften Exemplaren vermeldet.

### Auszeichnungen
2016 und 2017 war Cities: Skylines in den Kategorien Zurücklehnen und entspannen und Die Welt ist schlimm genug – lasst uns einfach miteinander auskommen für die Steam Awards nominiert.